# Полицы (Волынская область)
По́лицы (укр. Полиці) — село в Камень-Каширской городской общине Камень-Каширского района Волынской области Украины.
Население по переписи 2001 года составляет 746 человек. Почтовый индекс — 44552. Телефонный код — 3357. Занимает площадь 4,173 км².